# Estellencs
Estellencs és una vila i municipi costaner de la serra de Tramuntana de Mallorca. Limita amb els municipis d'Andratx, Banyalbufar, Puigpunyent i Calvià. Es troba als peus del Puig de Galatzó, que es pot veure de gairebé tots els punts del poble. És totalment verge d'urbanitzacions i camps de golf.
El nucli de població principal conté dues àrees amb denominació pròpia: la Raval i la Vileta.

## Etimologia
El nom d'Estellencs es troba documentat al còdex aràbic del Llibre del Repartiment sota la forma Astalyan, i el 1234 es documenta en català sota la forma Stellenchs. Es tracta, doncs, d'un topònim precatalà, i probablement preislàmic. Segons Joan Coromines, podria ser un derivat d'un antropònim germànic, fent referència al nom del seu propietari.

## Població
| Entitat de població | Habitants (2024) |
| Estellencs          | 379              |
| Font: INE           |                  |

La població de dret ha experimentat una disminució significativa al llarg del temps. L'any 1842, la població era de 604 habitants. Aquest nombre va augmentar lleugerament fins a 766 habitants el 1900. No obstant això, a partir d'aquesta data, es va iniciar una tendència descendent, arribant a 338 habitants el 1991 i mantenint-se als mateixos nivells des de llavors.
El llinatge més comú és Palmer, i també destaquen Riera, Vidal, Balaguer, Alemany, Jover i Bosc (Bosch).

## Geografia

### Protecció del territori i patrimoni
Totalment integrat a la Xarxa Natura 2000, el terme municipal inclou dos Llocs d'Importància Comunitària (LIC): Cala Ortigues-Cala Estellencs i Es Galatzó-s'Esclop, que junts abasten més de la meitat del territori. Aquestes figures de protecció es complementen amb la Llei d'Espais Naturals (LEN 1991) de les Illes Balears, que classifica el 85% del sòl com a Àrea d'Alt Nivell de Protecció (AANP) o Àrea Natural d'Especial Interès (ANEI). A més, el municipi està inclòs en el Paratge Natural de la Serra de Tramuntana, garantint un ús sostenible del territori i la conservació d'ecosistemes clau, com les praderies de posidònia i els marges de pedra en sec.
El nucli urbà ha estat declarat Bé d'Interès Cultural (BIC) per la seva rellevància arquitectònica i històrica. Les normes urbanístiques, aprovades l'any 2006, prioritzen la preservació de l'estètica tradicional del poble i limiten l'expansió urbana fora dels límits existents. Les finques públiques, com Son Fortuny i Sa Coma d'en Vidal, donen suport a iniciatives de conservació i ofereixen espais recreatius. Malgrat això, Estellencs afronta desafiaments com l'elevat nombre de segones residències i la limitada oferta d'habitatge assequible.

### Geologia
La configuració geològica d’Estellencs està dominada per materials calcaris i dolomítics del Juràssic, que formen la base del paisatge actual. Aquest territori es va modelar per forces tectòniques durant l'orogènesi alpina, que van generar plecs, falles i altres estructures geològiques. Això ha resultat en una orografia diversa, que inclou valls profundes, torrents i impressionants penya-segats. Les zones rocoses també inclouen formacions càrstiques, com grutes i simes.

### Clima
El municipi gaudeix d'un clima mediterrani costaner, caracteritzat per estius càlids i secs, i hiverns temperats amb pluges moderades. L'elevació i la configuració del terreny generen variacions significatives en el clima local, com ara temperatures més fresques i una major quantitat de precipitacions en comparació amb altres zones de l'illa. Les temperatures mitjanes anuals se situen entre 12 °C i 16 °C, mentre que les precipitacions anuals oscil·len entre 400 mm i 800 mm, concentrant-se principalment a la tardor.

### Hidrologia
El municipi compta amb una xarxa de torrents, sent el torrent de s'Ull de s'Aigo el més destacat, ja que manté un cabal constant gràcies a les aportacions de la font de Son Fortuny. Els altres torrents només tenen activitat durant períodes de pluges intenses, reflectint el règim hídric irregular de la zona. Els recursos hídrics subterranis són essencials a causa de la limitada presència d'aigua superficial, convertint-se en la principal font de subministrament. Diverses fonts naturals i condicionades per l'acció humana, com els ullals i les fonts de mina, emergeixen gràcies al contacte entre capes permeables, com les calcàries i dolomies del Juràssic, i estrats menys permeables, com les margues.

### Flora i fauna
Els boscos d'alzines, pinedes i garrigues cobreixen una gran part del territori. Els alzinars són la formació forestal predominant i es caracteritzen per albergar espècies com Quercus ilex i altres vegetals adaptats al clima mediterrani. A més, els cims del municipi són l'hàbitat d'espècies vegetals endèmiques, com el Cyclamen balearicum, que són úniques de la Serra de Tramuntana i el Mediterrani occidental.
La fauna es distingeix per una varietat d'espècies adaptades a l'aïllament geogràfic i a les condicions locals. Entre els invertebrats, hi ha una notable presència d'espècies endèmiques com Brachycerus balearicus. Pel que fa als vertebrats, el municipi acull animals emblemàtics com la geneta balear (Genetta genetta ssp. balearica) i el calàpet (Bufo viridis ssp. balearicus). La zona és també un punt clau per a la nidificació d'aus marines i rapinyaires, com la baldritja baleàrica (Puffinus yelkouan mauritanicus), que és endèmica de les Illes Balears.

## Història
Durant el període islàmic, es va desenvolupar l'horticultura al voltant de les fonts i torrents, la qual cosa va requerir la creació de terrasses en el terreny. Apareix documentat l'any 1234 com Stellenchs, quan Berenguer de Palou, bisbe de Barcelona, va cedir terres a Bernat de Moguda i als seus descendents, amb la condició de mantenir-hi cavalls armats, donant origen a la cavalleria d'Estellencs i al nucli urbà actual. Algunes famílies terratinents, especialment les famílies Fortuny i Serralta, van adquirir una gran importància, sent propietàries de la major part de les terres del municipi fins a èpoques recents.
Al segle xvi i al segle xvii, les incursions de pirates barbarescs eren freqüents, fet que motivà el manteniment d'una estructura militar defensiva permanent per protegir la població. El segle xviii va marcar una etapa de prosperitat per a Estellencs, impulsada pel desenvolupament de l'agricultura de muntanya, orientada a la producció d'oli, amb unes 15 tafones operatives l'any 1830. A partir d'aquell moment, el municipi va experimentar un lent declivi econòmic i demogràfic, una dinàmica comuna a gran part de la Serra de Tramuntana. Administrativament, Estellencs va estar vinculat al municipi de Puigpunyent fins al 1836, quan es va constituir com a municipi independent.

## Economia
L'economia d'Estellencs ha passat d'una base tradicionalment agrària, enfocada a l'autoabastiment, a una activitat principalment orientada al turisme. Tot i que l'agricultura encara és present, s'ha transformat en una activitat més vinculada a la preservació del paisatge rural que no pas a l'obtenció de beneficis econòmics. Els usos predominants del sòl al municipi inclouen zones forestals, terres de cultiu de secà (en gran part oliverars) i petites zones de regadiu.
El turisme s'ha convertit en el sector econòmic més rellevant, concentrant gairebé el 75% de l'ocupació. Estellencs ofereix allotjaments de qualitat, entre hotels i establiments rurals, que atrauen visitants interessats en experiències de natura i cultura, lluny del model de turisme massiu. Tot i això, el municipi encara s'enfronta a dificultats, com ara la temporalitat associada al turisme, la manca d'opcions laborals per a joves i el declivi de les pràctiques agràries tradicionals, una situació que posa en risc la conservació del seu paisatge i del seu patrimoni rural.

## Patrimoni

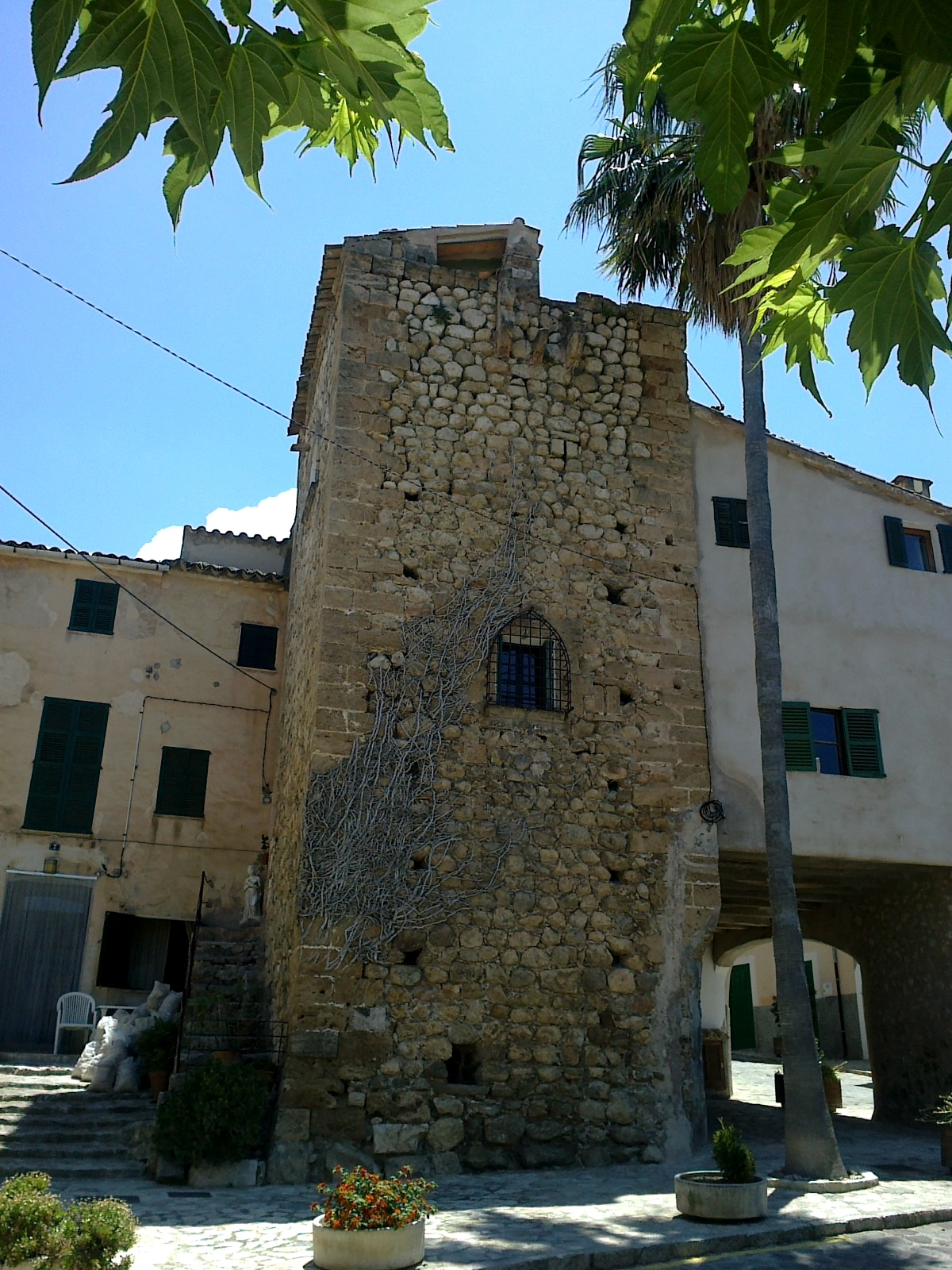
Torre de Tem Alemany
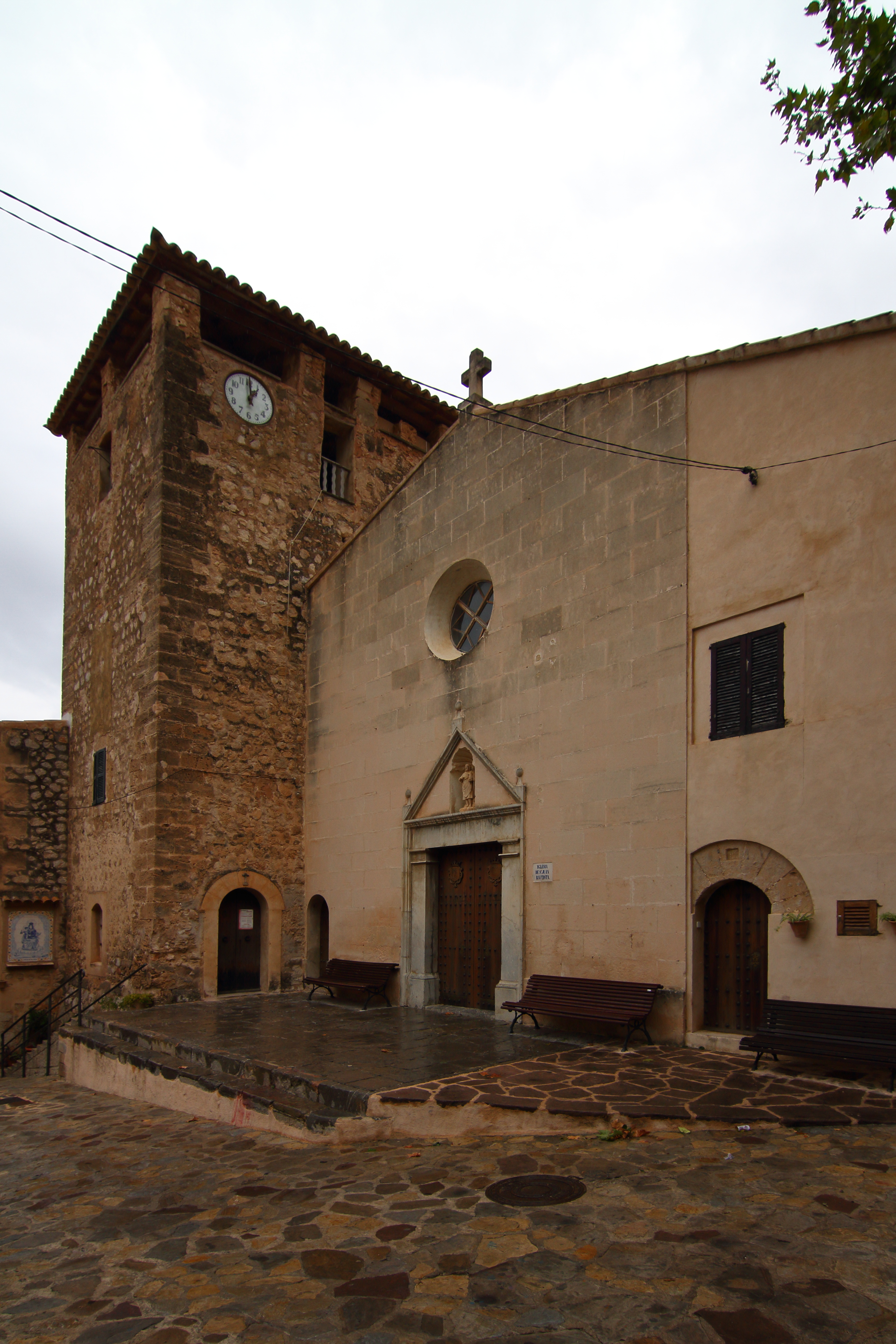
Església de Sant Joan baptista
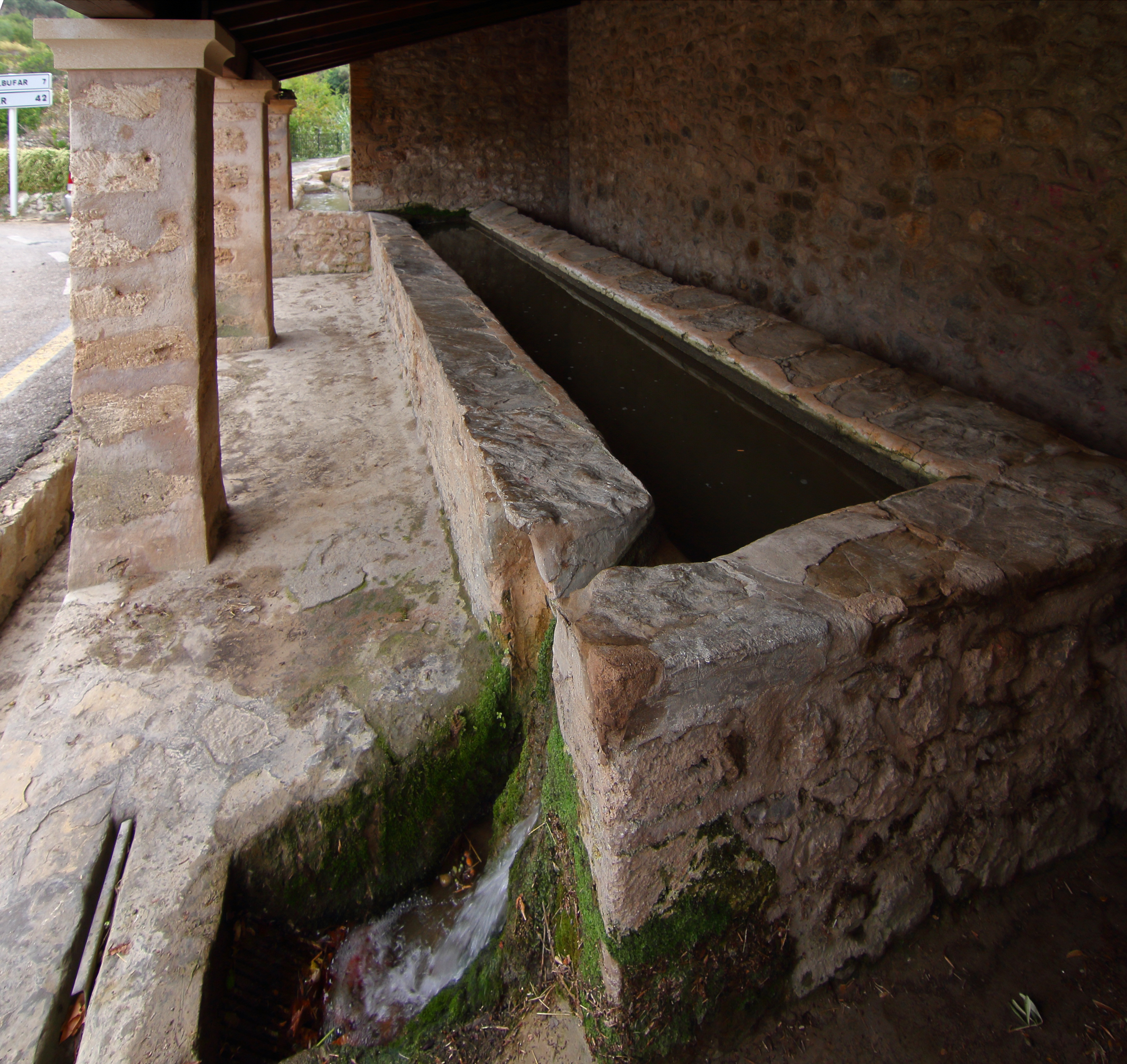
Rentadors d'Estellencs
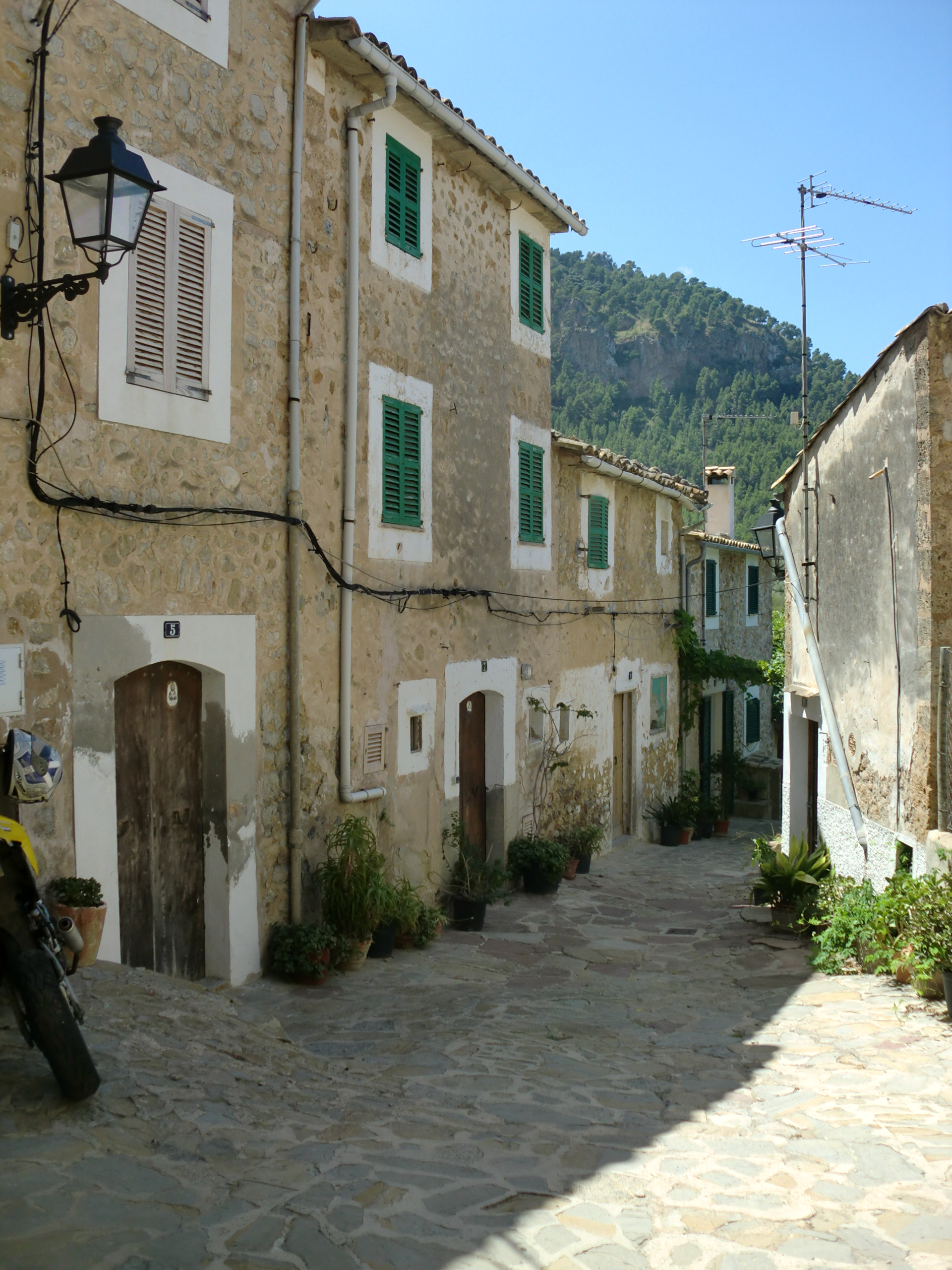
Cases d'Estellencs
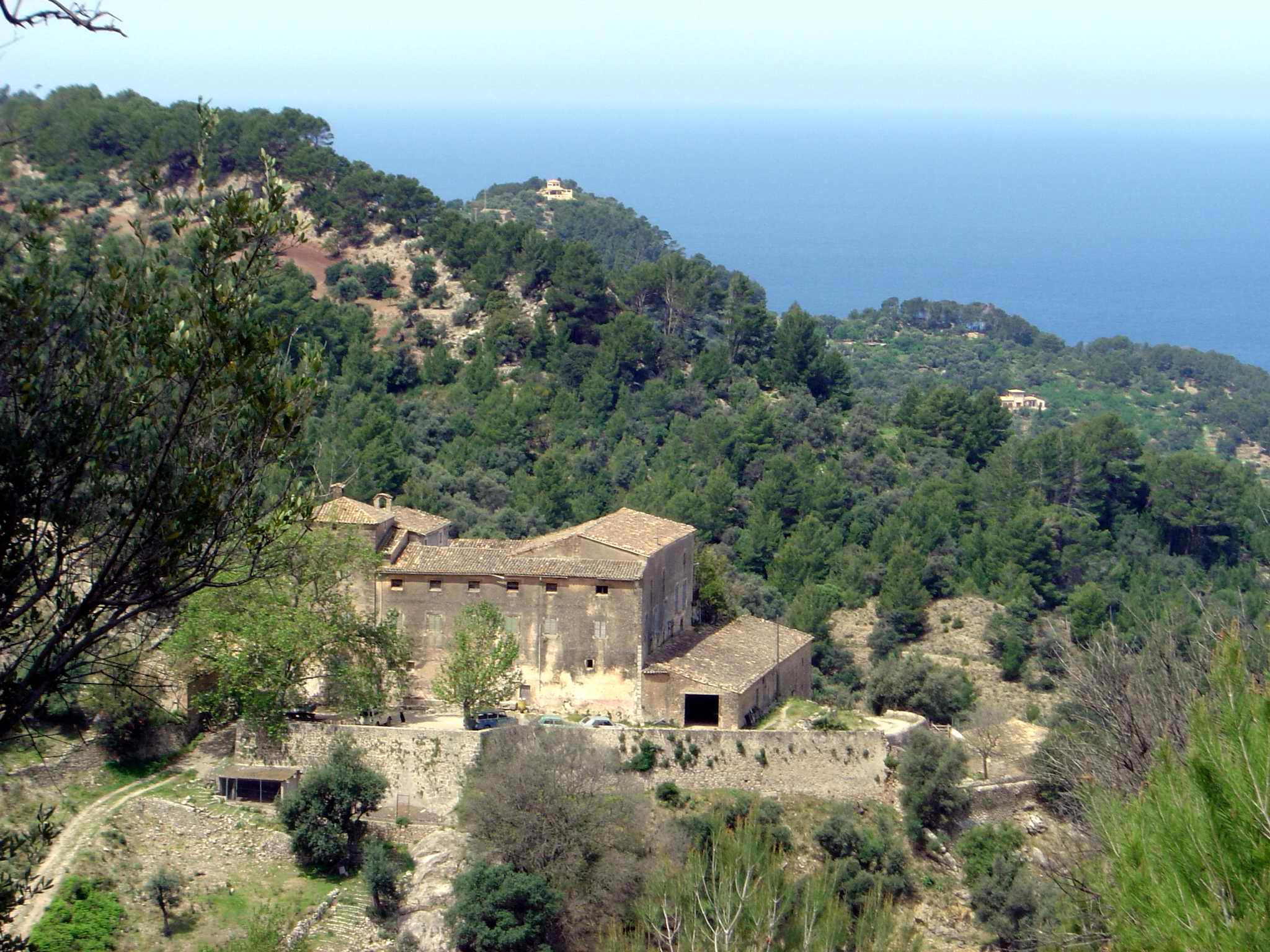
Possessió de Son Fortuny
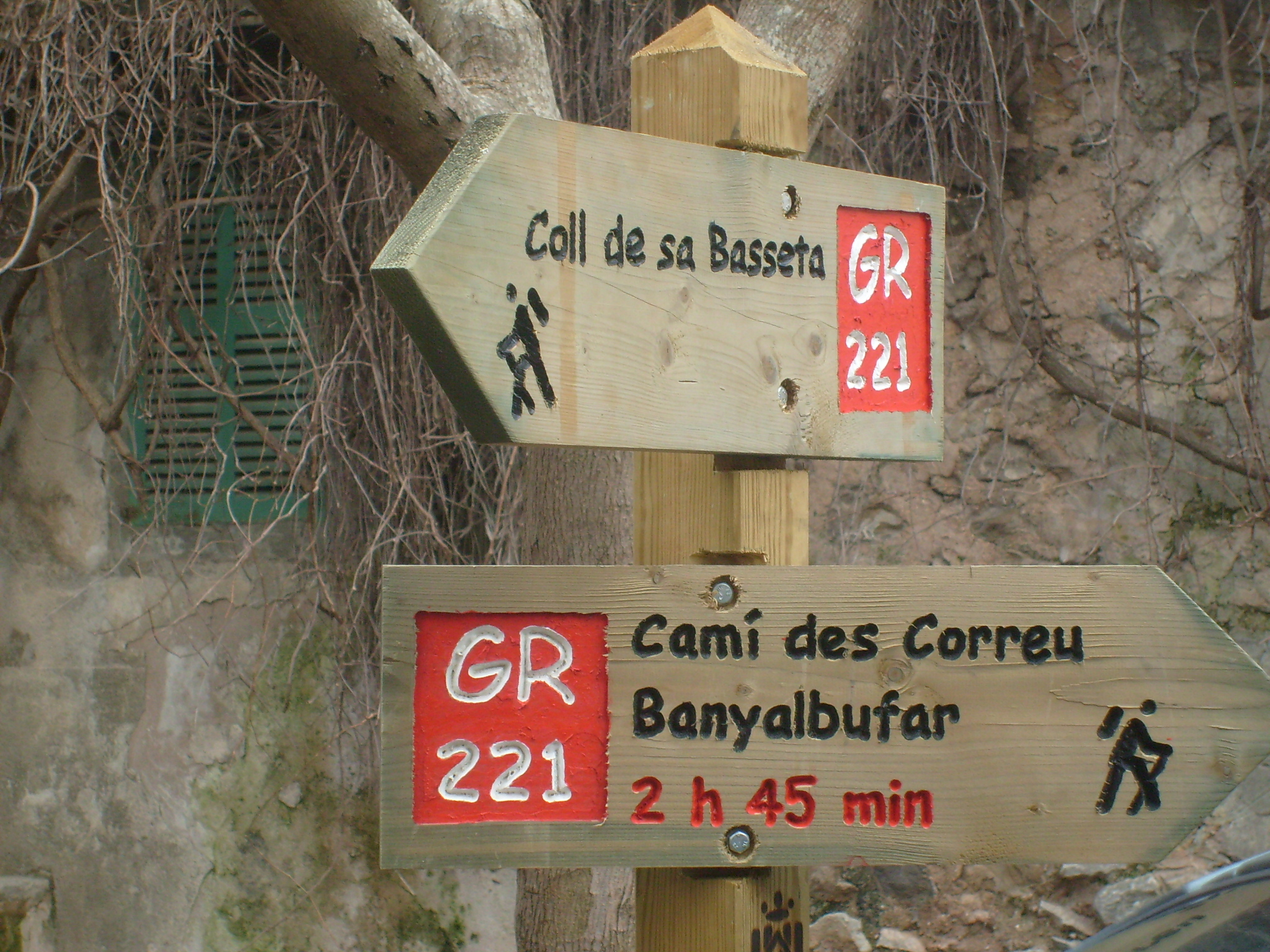
Indicadors de la GR 221, de gran recorregut

### Patrimoni arquitectònic
- L'església de Sant Joan Baptista, construïda al segle xvii, incorpora una torre defensiva adaptada com a campanar. Tot i estar en bon estat de conservació, part de l'ampliació iniciada al segle xix va quedar inacabada.
- Estellencs compta amb quatre torres defensives que van tenir un paper clau durant els atacs pirates. Dins el nucli urbà hi ha la Torre de l'Església (segle xvi) i la Torre de Tem Alemany (segle xvi). A fora vila hi ha la Torre de S'Hort d'en Xeu i la Torre de Son Fortuny (ambdues del segle xvi). Totes han estat declarades Bé d'Interès Cultural (BIC).

- El conjunt de cases tradicionals de pedra del nucli històric, declarat BIC l'any 2007. A l'entorn rural, destaquen possessions com Es Putxet, Es Grau, Cas Xocolater, Son Serralta (segle xv), Es Collet i Son Fortuny (segle xvi), aquesta última considerada la més important del municipi.

### Patrimoni etnològic
- Gestió de l'aigua: el patrimoni hidràulic d'Estellencs inclou fonts, aqüeductes, aljubs i séquies, moltes originades durant el període islàmic. Aquests sistemes eren essencials per al regadiu i el subministrament d'aigua. Un dels elements més destacats és la Comunitat de Regants de s'Ull de s'Aigua, que gestiona l'aigua de la font de Son Fortuny. Aquesta aigua es reparteix per hores entre diverses possessions, fins a arribar a Es Collet.
- Marjades: les terrasses agrícoles, sostingudes per marges de pedra en sec, han estat fonamentals per a l'agricultura de muntanya i la conservació del sòl.
- Activitats tradicionals: la producció d'oli d’oliva va ser un pilar econòmic, com ho demostren les nombroses tafones, moltes avui en ruïnes. També es practicava el carboneig, amb cabanes circulars de pedra que encara són visibles, com la rehabilitada a Son Serveres.

### Jaciments arqueològics
- Es Putxet: inclou qanats islàmics (canals subterranis d'aigua).
- Son Fortuny-Galatzó: conserva restes de ceràmica islàmica.
- Son Serralta d'Abaix: reuneix restes de l'edat del ferro i del període islàmic.

### Rutes culturals
El Camí Reial de Banyalbufar a Estellencs i Camí de sa Costa formen part de la Ruta de Pedra en Sec (GR-221), i comuniquen amb Esporles a través del camí des Correu. Aquesta ruta permet descobrir el patrimoni cultural i natural de la regió, amb punts clau com la finca pública Sa Coma d'en Vidal, que inclou un refugi. S'incorporaren a aquesta ruta el 2015, després d'anys tancats per propietaris particulars i gràcies a la lluita veïnal i a la implicació de l'ajuntament de Banyalbufar i del Consell de Mallorca.

### Cinema
El 2007 Estellencs va tenir presència al món cinematogràfic, ja que fou escenari de la pel·lícula Yo, dirigida per Rafa Cortés.

## Festes i fires
- Patró: Sant Joan Baptista, 29 d'agost.
- Festes patronals: darrera setmana d'agost
- Fires: Sant Antoni (17 de gener) - Festes patronals (agost)